# Лавинний фотодіод
Лавинний фотодіод — це високочутливий напівпровідниковий фотодіодний детектор, який використовує фотоелектричний ефект для перетворення світла в електрику. З функціональної точки зору їх можна розглядати як напівпровідниковий аналог фотоелектронних помножувачів. Лавинний фотодіод був винайдений японським інженером Джун-ічі Нішізавою в 1952 році. Однак дослідження лавинного пробою, мікроплазмових дефектів у кремнії та германії та дослідження оптичного виявлення за допомогою pn-переходів передували цьому патенту. Типовими застосуваннями лавинних фотодіодів є лазерні далекоміри, оптоволоконні телекомунікації дальньої дії та квантове зондування для алгоритмів керування. Нові застосування включають позитронно-емісійну томографію та фізику елементарних частинок. У 2020 році було виявлено, що додавання графенового шару може запобігти деградації з часом, щоб лавинні фотодіоди залишалися як нові, що важливо для зменшення їх розміру та вартості для багатьох різноманітних застосувань і переведення пристроїв з вакуумних трубок у цифрову епоху.

## Принцип дії
Застосовуючи високу напругу зворотного зміщення (зазвичай 100—200 В у кремнії), лавинні фотодіоди демонструють ефект  підсилення внутрішнього струму (близько у 100 разів) через ударну іонізацію (лавинний ефект). Однак деякі кремнієві лавинні фотодіоди використовують альтернативні методи легування порівняно з традиційними лавинними фотодіодами, які дозволяють застосовувати більшу напругу (>1500 В) до того, як буде досягнуто пробою, і, отже, більше підсилення при роботі (>1000). Загалом, чим вище зворотна напруга, тим вище підсилення. Серед різних виразів для коефіцієнта множення лавинних фотодіодів (M) повчальний вираз дає формула
{\displaystyle M={\frac {1}{1-\int _{0}^{L}\alpha (x)\,dx}},}
де L — межа просторового заряду для електронів, і {\displaystyle \alpha } — коефіцієнт множення для електронів (і дірок). Цей коефіцієнт сильно залежить від напруженості прикладеного електричного поля, температури та профілю легування. Оскільки підсилення лавинних фотодіодів сильно змінюється залежно від застосованого зворотного зміщення та температури, необхідно контролювати зворотну напругу, щоб підтримувати стабільне підсилення. Тому лавинні фотодіоди більш чутливі порівняно з іншими напівпровідниковими фотодіодами.
Якщо потрібен дуже високий коефіцієнт підсилення (від 105 до 106), детектори, пов'язані з лавинними фотодіодами (однофотонними лавинними діодами), можна використовувати та працювати із зворотною напругою, що перевищує типову напругу пробою лавинного фотодіода. У цьому випадку струм сигналу фотодетектора потрібно обмежити та швидко зменшити. Для цього використовуються методи активного і пасивного гасіння струму. Режим високого підсилення, у якому працюють однофотонні лавинні фотодіоди, іноді називають режимом Гейгера. Цей режим особливо корисний для детектування одного фотона, за умови, що частота подій темнового підрахунку та ймовірність постімпульсу досить низькі.

## Матеріали
В принципі, може бути використаний будь-який напівпровідниковий матеріал:
- Кремній виявляє у видимому та ближньому інфрачервоному діапазоні з низьким шумом множення (надлишковий шум).
- Германій (Ge) виявляє інфрачервоне випромінювання з довжиною хвилі 1,7 мкм, але має високий шум множення.
- InGaAs[en] виявлятиме довше ніж 1,6 мкм і має менший шум множення, ніж Ge. Зазвичай він використовується як область поглинання гетероструктурного діода, найчастіше з InP як підкладки та шару помноження.[2] Ця система матеріалів сумісна з вікном поглинання приблизно 0,9–1,7 мкм. InGaAs[en] демонструє високий коефіцієнт поглинання на довжинах хвиль, відповідних для високошвидкісних телекомунікацій з використанням оптичних волокон, тому лише кілька мікрометрів InGaAs[en] потрібні для майже 100 % поглинання світла.[2] Коефіцієнт надлишкового шуму є досить низьким, щоб забезпечитипідсилення на смузі пропускання понад 100 ГГц для простої системи InP/InGaAs[3] і до 400 ГГц для InGaAs на кремнії.[4] Тому можлива високошвидкісна робота: комерційні пристрої доступні зі швидкістю не менше 10 Гбіт/с.[5]
- Діоди на основі нітриду галію використовувалися для роботи з ультрафіолетовим світлом.
- Діоди на основі HgCdTe[en] працюють в інфрачервоному діапазоні, як правило, на довжинах хвиль приблизно до 14 мкм, але потребують охолодження для зменшення темнових струмів. У цій системі матеріалів можна досягти дуже низького надлишкового шуму.

## Межі продуктивності
Застосовність і корисність лавинних фотодіодів залежить від багатьох параметрів. Двома більшими факторами є: квантова ефективність, яка вказує на те, наскільки добре падаючі оптичні фотони поглинаються, а потім використовуються для генерування первинних носіїв заряду; і загальний струм витоку, який є сумою темнового струму, фотоструму та шуму. Компонентами електронного темного шуму є послідовний і паралельний шум. Послідовний шум, який є ефектом дробового шуму, в основному пропорційний ємності лавинного фотодіода, тоді як паралельний шум пов'язаний із коливаннями об'ємного та поверхневого темнових струмів лавинного фотодіода.

### Шум підсилення, коефіцієнт надлишкового шуму
Іншим джерелом шуму є коефіцієнт надлишкового шуму. Це мультиплікативна поправка, застосована до шуму, яка описує збільшення статистичного шуму, зокрема шуму Пуассона, внаслідок процесу множення. Коефіцієнт надлишкового шуму визначається для будь-яких пристроїв, таких як фотопомножувачі, кремнієві твердотільні фотопомножувачі та лавинні фотодіоди, які помножують сигнал, і іноді називають «шумом підсилення». При підсиленні M він позначається ENF(M) і часто може бути виражений як
{\displaystyle {\text{ENF}}=\kappa M+\left(2-{\frac {1}{M}}\right)(1-\kappa ),}
де {\displaystyle \kappa } це відношення швидкості ударної іонізації дірок до швидкості іонізації електронів. Для пристроїв електронного розмноження це виражається як швидкість ударної іонізації дірок, поділена на швидкість ударної іонізації електронів. Бажано мати велику асиметрію між цими швидкостями, щоб мінімізувати ENF(M), оскільки ENF(M) є одним із основних факторів, які обмежують, серед іншого, найкращу можливу енергетичну роздільну здатність.

### Шум перетворення, фактор Фано
Термін «шум» для лавинного фотодіода може також містити коефіцієнт Фано, який є мультиплікативною поправкою, застосованою до шуму Пуассона, пов'язаного з перетворенням енергії, що вноситься зарядженою частинкою, у пари електронно-дірок, що є сигналом перед множенням. Коригувальний коефіцієнт описує зменшення шуму відносно статистики Пуассона внаслідок рівномірності процесу перетворення та відсутності або слабкого зв'язку зі станами в процесі перетворення. Іншими словами, «ідеальний» напівпровідник перетворював би енергію зарядженої частинки в точне та відтворюване число пар електронно-діркових пар для збереження енергії; насправді, однак, енергія, що вноситься зарядженою частинкою, ділиться на генерацію електронно-діркових пар, генерацію звуку, генерацію тепла та генерацію пошкодження або зміщення. Існування цих інших каналів вводить стохастичний процес, коли кількість енергії, що вкладається в будь-який окремий процес, змінюється від події до події, навіть якщо кількість енергії, що вкладається, однакова.

### Подальші впливи
Основна фізика, пов'язана з фактором надмірного шуму (шум підсилення) і фактором Фано (шум перетворення), дуже різна. Однак застосування цих факторів як мультиплікативних поправок до очікуваного шуму Пуассона є подібним. Окрім надлишкового шуму, існують обмеження продуктивності пристрою, пов'язані з ємністю, часом проходження та часом множення лавини. Ємність збільшується зі збільшенням площі пристрою та зменшенням товщини. Час проходження (як електронів, так і дірок) збільшується зі збільшенням товщини, що передбачає компроміс між ємністю та часом проходження для продуктивності. Лавинне множення часу, помножене на коефіцієнт підсилення, надається у першому порядку добутком підсилення на пропускну здатність, яка є функцією структури пристрою, а особливо {\displaystyle \kappa \,} .

## Подальше читання
- Лавинний фотодіод — Посібник користувача
- Лавинний фотодіод — малошумні приймачі APD
- Kagawa, S. (1981). Fully ion-implanted p+-n germanium avalanche photodiodes. Applied Physics Letters. 38 (6): 429—431. Bibcode:1981ApPhL..38..429K. doi:10.1063/1.92385.
- Hyun, Kyung-Sook; Park, Chan-Yong (1997). Breakdown characteristics in InP/InGaAs avalanche photodiode with p-i-n multiplication layer structure. Journal of Applied Physics. 81 (2): 974. Bibcode:1997JAP....81..974H. doi:10.1063/1.364225.
- Вибір правильного лавинного фотодіода
- Імпульсні лазерні діоди та лавинні фотодіоди для промислового застосування
- Фотонні детектори Excelitas Technologies